# Kassiopi (Gemeindebezirk)
Kassiopi (griechisch Κορισσία (f. sg.)) ist ein Gemeindebezirk im Nordosten der griechischen Insel Korfu. Er wurde 1994 als Gemeinde geschaffen, ging 2010 in der Gemeinde Kerkyra auf und kam nach deren Aufteilung zur neu gebildeten Gemeinde Voria Kerkyra. In dieser Gemeinde bildet Kassiopi nunmehr einen der vier Gemeindebezirke.

## Verwaltungsgliederung
Die Gemeinde Kassiopi (Δήμος Κασσοπαίων Dímos Kassiopéon) wurde 1994 aus dem Zusammenschluss von vier Landgemeinden geschaffen. Verwaltungssitz war Gimari. Gemäß der Verwaltungsreform 2010 ging Kassiopi als einer von 15 Gemeindebezirken in der neu gebildeten Gemeinde Kerkyra auf.
| Stadtbezirk/ Ortsgemeinschaft | griechischer Name            | Code     | Fläche (km²) | Einwohner 2001 | Einwohner 2011 | Dörfer und Siedlungen, unbewohnte Inseln                                                                                        |
| ----------------------------- | ---------------------------- | -------- | ------------ | -------------- | -------------- | --- |
| Gimari                        | Τοπική Κοινότητα Γιμαρίου    | 32030401 | 02,758       | 0340           | 0218           | Gimari, Kalami, Kavallerena, Kendroma, Plagia, Rachi, Vlachatika                                                                |
| Kassiopi                      | Δημοτική Κοινότητα Κασσιόπης | 32030402 | 08,764       | 1170           | 0977           | Agios Georgios, Imerolia, Kassiopi, Kellia, Lithiamenos, Pigi, Podolakkos, sowie die unbewohnten Inseln Peristeres, Psyllos 2   |
| Nisaki                        | Τοπική Κοινότητα Νησακίου    | 32030403 | 08,868       | 0534           | 0370           | Apolysi, Katavolos, Nisaki, Vinglatouri                                                                                         |
| Sinies                        | Τοπική Κοινότητα Σινιών      | 32030404 | 14,131       | 0743           | 0620           | Agios Stefanos, Agnitsini, Karyotiko, Kokkini, Kokkoulas, Kremithas, Mengoulas, Porta, Rou, Sanda, Sarakinatika, Tritsi, Vingla |
| Gesamt                        | Gesamt                       | 320304   | 34,521       | 2787           | 2185           | |